# اخبار الدوله السلجوقیه
اخبار الدوله السلجوقیه یا زبده التواریخ، اثری از صدرالدین حسینی که از منابع مهم تاریخ سلجوقیان به‌شمار آمده، در آستانه سده سیزدهم میلادی و به عربی نوشته شده و به رغم آثار مورخان ارمنی و بیزانسی، تنها به تاریخ سلجوقیان به ویژه طغرل بیگ پرداخته‌است.